# 用土村
用土村（ようどむら）は埼玉県の北西部、大里郡に属していた村。当初は榛沢郡所属であった。

## 歴史
- 1889年（明治22年）4月1日 町村制施行により、以前の用土村を継承し榛沢郡用土村が成立する。
- 1896年（明治29年）3月29日 榛沢郡が大里郡、幡羅郡、男衾郡と統合し大里郡となる。
- 1955年（昭和30年）2月11日 寄居町、折原村、鉢形村、男衾村と合併し寄居町を新設する。

## 交通

### 鉄道
- 日本国有鉄道（現：東日本旅客鉄道）
  - 八高線：用土駅